# Antarctobius
Antarctobius (лат.) — род мелких жуков-долгоносиков из подсемейства Cyclominae (Listroderini). Эндемики субантарктической Южной Америки (Фолклендские острова и южные Анды: Аргентина, Чили). Длина 3,7—9,5 мм.  Рострум среднего размера; опушение состоит из щетинок и субокруглых или щетинковидных чешуек; переднеспинка субокруглая; постокулярные доли отсутствуют. 3-6-е сегменты жгутика усика шаровидные; переднеспинка без бугорков; надкрылья продолговато-овальные, не сросшиеся по межэтральному шву. Antarctobius близок к родам подтрибы Listroderina из трибы Listroderini и близок к родам Acroriellus, Acrorius, Acrostomus, Germainiellus, Hyperoides, Lamiarhinus, Listroderes, Methypora, Philippius, Rupanius, Trachodema.
Питаются (как и другие близкие группы) листьями (имаго) и корнями растений (личинки). Среди растений хозяев: жук Antarctobius abditus отмечен на Senecio candidans (Asteraceae); Antarctobius hyadesii отмечен на Senecio alloeophyllus и Senecio candidans (Asteraceae).

## Систематика
Род включает около 10 видов.
- Antarctobius abditus  (Enderlein, 1907)
- Antarctobius bidentatus  (Champion, 1918)
- Antarctobius falklandicus  (Enderlein, 1907)
- Antarctobius germaini  (Kolbe, 1907)
- Antarctobius hyadesii  Fairmaire, 1885
- Antarctobius lacunosus Fairmaire, 1885
- Antarctobius malvinensis  Posadas and Morrone, 2004
- Antarctobius rugirostris  Champion, 1918
- Antarctobius vulsus  (Enderlein, 1907)
- Antarctobius yefacel  Morrone, 1992